# Црква Светог пророка Илије у Лесковцу
Црква Светог пророка Илије се налази у Лесковцу. Подигнута је 1889. године на брду Хисар.

## Историја
Црква Светог Илије подигнута је на месту старије камене цркве из средњег века. Цркву је пројектовао архитекта Светозар Ивачковић.Грађена је у националном стилу на узвишењу  Светоилијског гробља. Основа цркве је у виду слободног крста са куполом над центром крста.
Према причи старих Лесковчана ова богомоља је изграђена захваљујући баба Станојки, жени која је 1860. године уснила да се на месту данашње цркве налазе остаци старе камене цркве посвећене Светом Илији. Један дан одлучила је да провери свој сан и почела је да копа на месту које јој се указало у сну. Убрзо су из земље почеле да излазе камене плоче, а за њима и део црквеног престола украшеног крстићима. Откриће баба Станојке се брзо рашчуло по Лесковцу и довело је до различите реакције српске раје и турских господара. Срби, нарочито болесници, почели су да посећују ово место верујући у његову светост, док су Турци забранили даљи рад баба Станојки. Храбра старица је игонорисала забрану Турака па је на месту некадашње цркве подигла малу колибу од дасака. Турци, увидевши да ако отерају баба Станојку изазвати незадовољство међу Србима оставили су је на миру.
Ослобођење Лесковца 1879. године баба Станојки није одагнало тешкоће и невоље. Нова српска власт, подржана црквом, више пута је интервенисала да се капела од дасака сруши. Баба Станојка је одговорила на то продајом њиве и градњом капеле од цигле. Ово је изазвало велико незадовољство код лесковачког попа Митра који је заједно са сином Трајком дошао да сруши нову капелу. У тренутку када се Трајко попео на кров и посегнуо за ћеремидом, његове руке су се угрчиле. Баба Станојка је онда рекла: "Трајко, моли Бога и Светог Илију да ти опростив". Трајко се уплашио, помолио и отишао кући здрав. Иста ствар се десила и са жандармом који је дошао са среским начелником и почео да руши цркву. Општина више није покушавала да руши малу капелу, али су тешкоће и прогањања баба Станојке потрајали до 1884. године када су лесковачки градски и црквени оци увидели да је ово место веома популарно у народу, тако да су исте године почели да зидају цркву. Црква је завршена и освећена 21. маја 1889. године.